# Teatr Collegium Nobilium

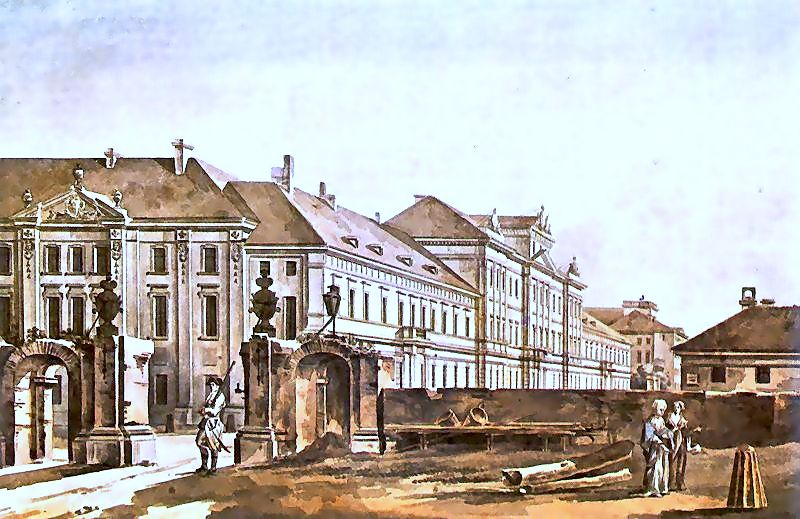
Budynek Collegium Nobilium

Teatr Collegium Nobilium – warszawski teatr działający przy Akademii Teatralnej przy ul. Miodowej 22/24.

## Opis
Teatr mieści się w zbudowanym w latach 1743–1750 według projektu Jakuba Fontany, architekta królewskiego, budynku teatru konwiktowego. Oddany do użytku jako pierwsza część Collegium Nobilium pijarów w Warszawie. W XIX wieku przebudowany na kaplicę. 
Budynek został całkowicie zniszczony podczas II wojny światowej, odbudowany w latach 1950–1956. W latach 1989–1999 zmodernizowany dzięki staraniom rektorów Akademii Teatralnej profesorów Andrzeja Łapickiego i Jana Englerta. Otwarcie odnowionego teatru nastąpiło podczas inauguracji roku akademickiego 30 września 1999. W teatrze znajdują się dwie sceny: Scena Główna i Scena im. Jana Kreczmara.
Teatr wystawia głównie spektakle dyplomowe studentów  Akademii Teatralnej im. A. Zelwerowicza (dawna PWST), której jest częścią, oraz organizuje spotkania z ludźmi teatru.